# Bielle
Bielle település Franciaországban, Pyrénées-Atlantiques megyében. Lakosainak száma 377 fő (2022. január 1.). Bielle Izeste, Aste-Béon, Aydius, Bilhères, Castet, Gère-Bélesten, Louvie-Juzon és Sarrance községekkel határos.

## Népesség
A település népességének változása:
| Lakosok száma | 444  | 432  | 400  | 410  | 390  | 390  | 390  | 390  | 383  | 377  |
|               | 2010 | 2013 | 2015 | 2016 | 2017 | 2018 | 2019 | 2020 | 2021 | 2022 |